# Haiden (Gemeinde Bad Ischl)
Haiden ist eine Ortslage im Salzkammergut in Oberösterreich wie auch Stadtteil, Ortschaft und Katastralgemeinde der Stadtgemeinde Bad Ischl im Bezirk Gmunden.

## Geographie
Die Ortslage befindet sich um die 4 Kilometer westlich vom Ischler Stadtzentrum. Sie umfasst den westlichsten Teil der Stadt, im Ischl-/Wolfgangtal links der Ischler Ache (Ischl).
Der Ort Haiden selbst ist eine Siedlung mit an die 150 Adressen. Er liegt an der Wolfgangsee Straße (B158) und hat dort stadteinwärts ein Gewerbegebiet.
Zur Ortschaft Haiden als Stadtteil gehören auch der Stadtteil Pfandl östlich, und die Siedlungen Aschau westlich und Sueß nördlich an der St. Wolfganger Straße (L546), die von St. Wolfgang her kommt und in Pfandl in die B158 mündet. Das umfasst um die 550 Adressen mit 1500 Einwohnern. Dabei haben Haiden, Aschau und Sueß die Postleitzahl 4821 Aigen-Voglhub, Pfandl hingegen 4820 Bad Ischl.
Die Katastralgemeinde Haiden dehnt sich zur Stadt hin über den Zimnitzbach noch weiter aus, dort liegt der Stadtteil Kreutern mit dem Ort Hahnlfeld. Mit 1.189,59 Hektar zieht sich das Katastralgebiet, zwischen dem Hahnlfeld östlich und dem Grenzgraben westlich, dann noch nordwärts in den Zimnitz-Kessel an der Zimnitz (Leonsberg, 1745 m ü. A.). Deren Südgrat über Mitterzinken (1702 m ü. A.) und Gartenzinken (1557 m ü. A.), wie auch der Ostkamm bis zum Gspranggupf (1361 m ü. A.) und dann der südführende Nebenkamm zum Schneeröselkögel (ca. 1340 m ü. A.) bilden die Grenzen des Katastralgebiets.
| Wolfgangthal (KG) ∗ Wirling (O) (Gem. St. Wolfgang i.Skg.) | Sueß                                        | Jainzen (KG) ∗             |
| Aschau                                                     | Kompassrose, die auf Nachbargemeinden zeigt | Pfandl (Stt.) Kreutern (O) |
| Ramsau (O)                                                 | Lindau (O u. KG)                            | Ahorn (KG) ∗∗              |

∗ Der Stt. Jainzen liegt Ischltalauswärts erst hinter Pfandl und Kreutern; dessen KG zieht sich im Norden bis hinter die Zimnitz, wo sie an Wolfgangthal grenzt.
∗∗ Der Stt. Ahorn liegt gegen die Stadt hin noch hinter Pfandl

## Geschichte, Infrastruktur, Kultur und Sehenswürdigkeiten
Der Ort ist schon 1365 mit 3 Häusern urkundlich und umfasste Mitte des 16. Jahrhunderts 11 Urlehen.
Noch im früheren 19. Jahrhundert war die ganze Flur auf der Ha[i]dt (Heide ‚[relativ trockenes] offenes Land‘) nur mit einigen Gehöften besiedelt. Die Schreibung Haiden findet sich schon zu dieser Zeit. 1890 wurde hier die Ischlerbahn (Salzkammergut-Lokalbahn, SKLB) erbaut, bei der die Bauteappe Bad Ischl Localbahnhof – Strobl als erstes Teilstück am 5. August des Jahres eröffnet wurde. Haltestellen waren Pfandl und Aschau. Damit wurde auch die alte Poststraße, die heutige B158, ausgebaut. Der Haidenhof war eine Poststation, der in den 1870ern in ein Privathaus umgebaut wurde, und dann Gottwaldgütl genannt wurde. Er steht unter Denkmalschutz (Listeneintrag).
Die eigentliche Ortsentwicklung setzte erst in der Nachkriegszeit ein, seit den 1950ern entstehen hier die Vorortsiedlungen der Stadt. Schon 1951 wurde in Pfandl die Kirche Maria an der Straße erbaut, die schon 1961 eigene Pfarre wurde. Damit wurde Pfandl der Hauptort der Ortschaft. Die Kirche wurde mit Fahrzeugweihen als die erste Autofahrerkirche Österreichs bekannt. Sie ist ebenfalls denkmalgeschützt (Listeneintrag).

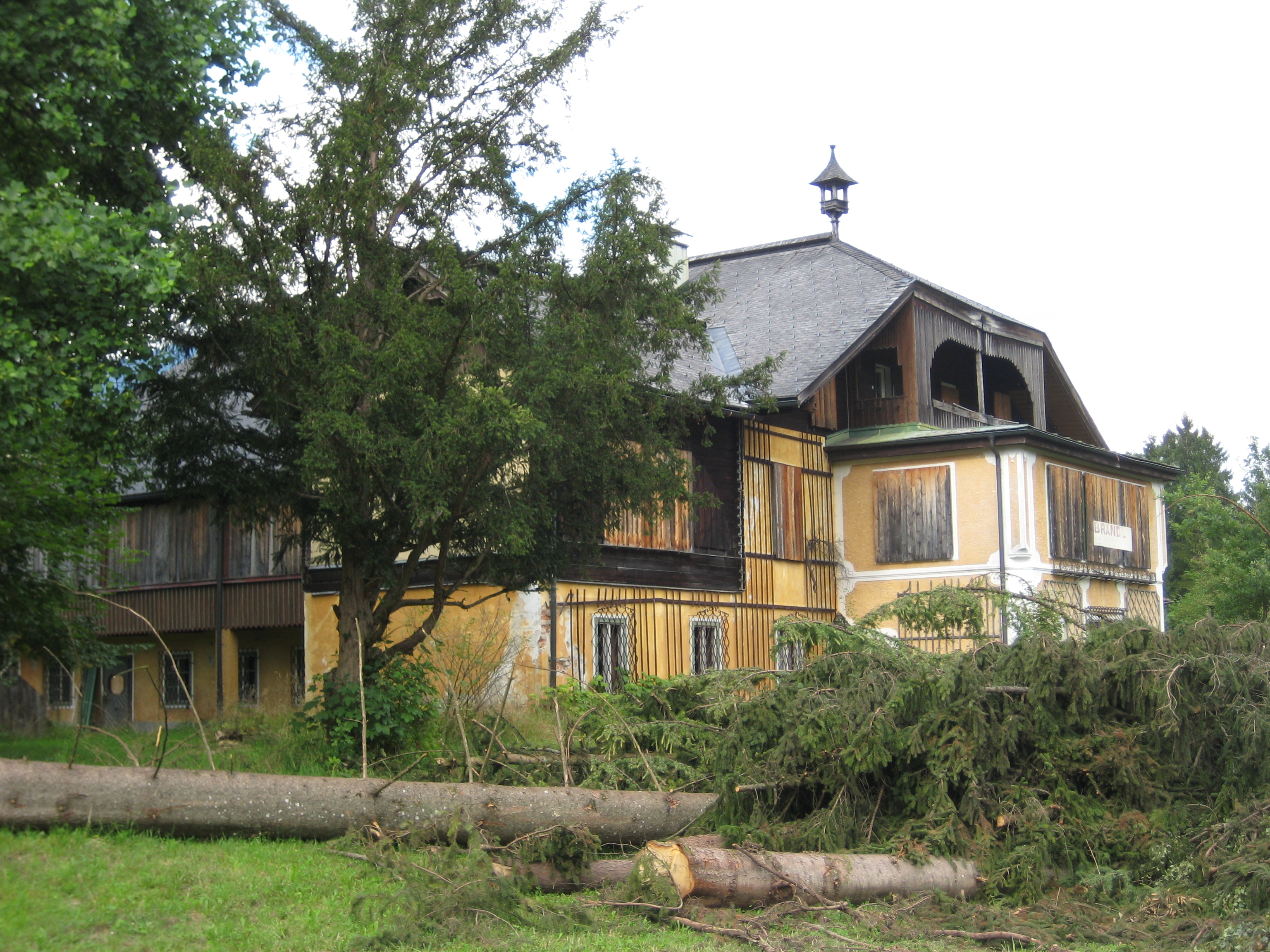
Haidenhof in Haiden
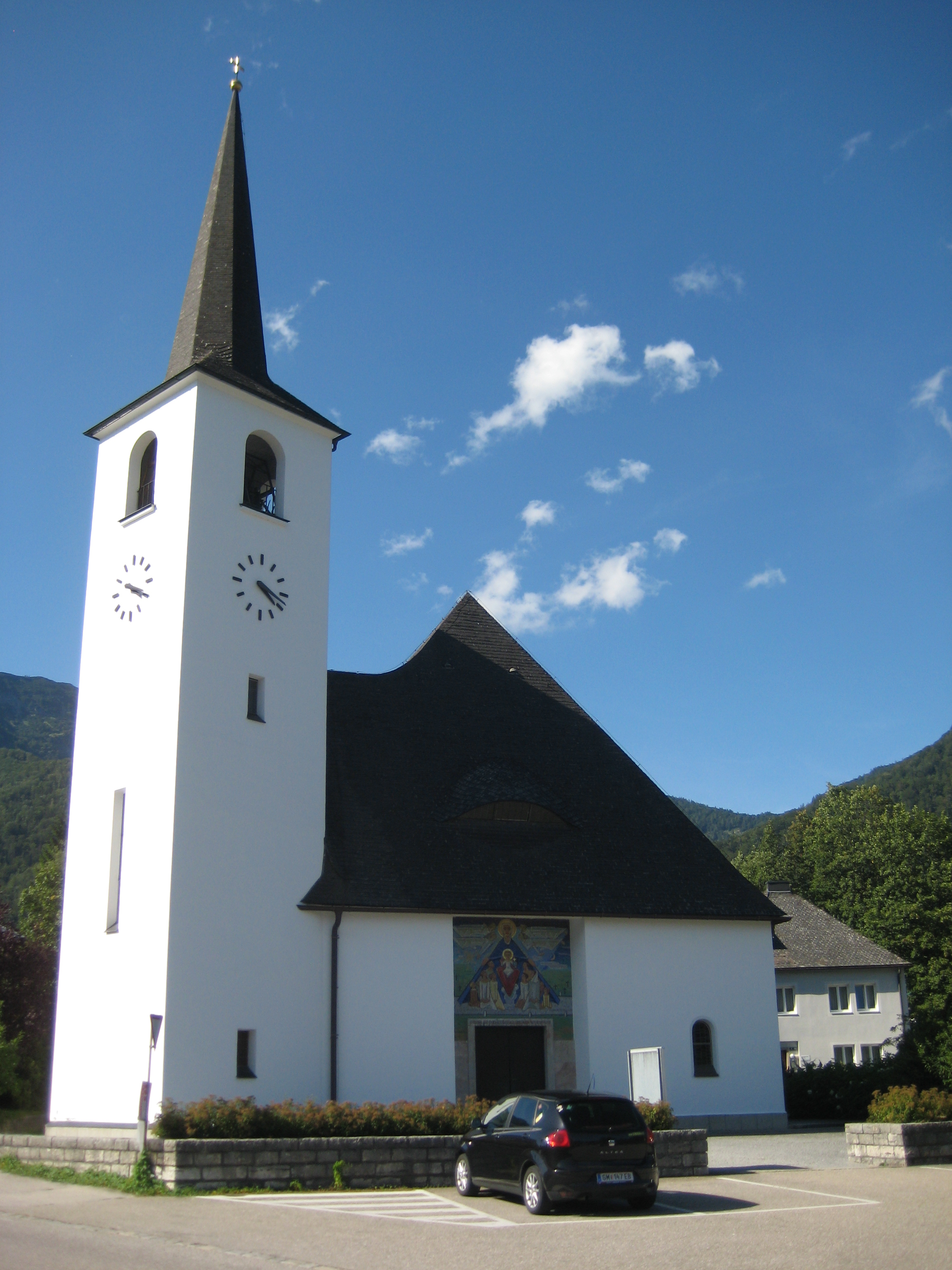
Maria an der Straße in Pfandl